# Ремонтное (Крым)
Ремо́нтное (до 1948 года Сеи́т-Була́т ста́рый; укр. Ремотне, крымскотат. Eski Seyit Bolat, Эски Сейит Болат) — исчезнувший посёлок в Джанкойском районе Республики Крым, располагавшееся на юго-западе района, присоединённое к Роскошному, сейчас восточная часть села.

## История
Первое документальное упоминание селения на месте будущего Ремонтного — просто Сейт-Булат, встречается на карте генштаба РККА 1941 года.В 1944 году, после освобождения Крыма от фашистов, 12 августа 1944 года было принято постановление № ГОКО-6372с «О переселении колхозников в районы Крыма» и в сентябре 1944 года в район приехали первые новоселы (27 семей) из Каменец-Подольской и Киевской областей, а в начале 1950-х годов последовала вторая волна переселенцев из различных областей Украины. С 25 июня 1946 года Сейт-Булат в составе Крымской области РСФСР. Указом Президиума Верховного Совета РСФСР от 18 мая 1948 года село, как Сеи́т-Булат старый, переименовали в Ремонтное. 26 апреля 1954 года Крымская область была передана из состава РСФСР в состав УССР. Время включения в Роскошненский сельсовет пока не установлено: на 15 июня 1960 года село уже числилось в его составе. В период с 1968 года, когда Ремонтное ещё числилось в составе совета и 1977 годом село присоединили к Роскошному.